# Мелітопольська дитяча залізниця імені Лазаря Кагановича
Мелітопольська дитяча залізниця імені Лазаря Кагановича існувала в Мелітополі в передвоєнні роки. Розташовувалася в міському парку культури і відпочинку, який тоді носив ім'я Лазаря Кагановича.

## Історія
Мелітопольська дитяча залізниця одна з маловідомих залізниць. Офіційна статистика Міністерства шляхів сполучення замовчує про цю залізницю. Навіть багато любителів не здогадуються про те, що така колись існувала. Лише з неясних спогадів старожилів вдалося з'ясувати, що на території Парку імені Горького до Другої світової війни працювала дитяча залізниця. Тривалий час не вдавалося знайти більше ніяких подробиць про Мелітопольську дитячу залізницю.
Будівництво дитячої залізниці почалося ще у 1935 році, але з якоїсь причини затягнулося на півтора року. Спершу була побудована станція Піонерська, трохи пізніше — імені Павлика Морозова, а потім паровозо-вагонне депо. Керував роботами один зі співробітників Малої Сталінської залізниці Леонід Іванович Гринюк.
Урочисте відкриття Мелітопольської дитячої залізниці відбулося у 1937 році. За різними даними це сталося або 2 травня, або 6 вересня. Найбільш правдоподібним здається перший варіант, бо вже у травні 1937 року з Ярославля до Мелітополя була відряджена делегація для вивчення досвіду роботи дитячої залізниці. На урочистостях були присутні нарком шляхів сполучення Лазар Каганович і відомий машиніст-стахановець Петро Кривоніс.
На самому початку війни залізниця закрилася, а вже 6 жовтня 1941 року місто Мелітополь виявився окупований ворогом. Німці не особливо церемонилися з такими об'єктами.[джерело?] Швидше за все, рейки і паровоз були вивезені з міста і передані в розпорядження Вермахту.
Під час німецько-радянської війни (1941—1945) залізниця була зруйнована.

## Інфраструктура
Зі споруд існували дві станції та паровозне депо.
Кільцевий рух протяжністю 2,5-3,2 км був прокладений по периметру парку. На маршруті було дві станції: Піонерська та імені Павлика Морозова. Колійний розвиток станції імені Павлика Морозова було представлено двома коліями. Станція Піонерська мала лише одну колію, проте, на ній було відгалуження в двостойлове депо, що знаходилося всередині кільця. Тут же містилося і управління залізниці. Саме депо, судячи з усього, було копією дніпропетровського. 
До відкриття залізниці нарком Лазар Каганович подарував їй паровоз І.32 Коломенського заводу дореволюційної споруди (заводський № 3365, 1905 року побудови). За проектом Дніпропетровського ВРЗ було побудовано 6 двовісних пасажирських вагонів. Точно таких же, які використовувалися на Дніпропетровській дитячій залізниці.

## Рухомий склад
Паровоз типу 86 Коломенського заводу в ті роки, звичайно, можна було зустріти не тільки на дитячій залізниці, хоча саме їх найохочіше віддавали на дитячі залізниці через те, що вони встигли морально і фізично застаріти і не задовольняли зрослим потребам промислових вузькоколійних залізниць. 
На залізниці експлуатувалися двовісні пасажирські вагони, які були побудовані на Дніпропетровському вагоноремонтниму заводі, саме такі ж, як для тамтешньої дитячої залізниці. У ті роки будівники нових дитячих ліній нерідко приїжджали переймати досвід на Дніпропетровську та Тбіліську залізниці. Гостинні господарі охоче ділилися всіма своїми знаннями. Нерідко передавалися і креслення вагонів.

## Післявоєнний час
Так чи інакше, але ніяких згадок про Мелітопольську дитячу залізницю, після визволення Мелітополя у 1943 році, не відомо. Ймовірно, після закінчення війни відновлювати залізницю не стали, а потім, із часом, і зовсім забули про неї. 

## Сьогодення
За твердженнями очевидців, ще у 1980-ті роки на місці дитячої залізниці можна було знайти шматки рейок, що виступали з-під землі. Деякі нагадування про дитячу залізницю залишилися і на теперішній час. Наприклад, уцілів вокзал станції Піонерська. Наприкінці 1960-х - початку 1970-х років над його одноповерховими бічними крилами надбудували другий поверх. Зараз у цій будівлі розміщується гімназія № 10.